# Challenger (schip, 1948)
De Challenger was een coaster, gebouwd in 1948 voor J. Kuipers & B. Bosma, Groningen. Het schip was uitgerust met een 25 meter-ton Effer-scheepskraan.
Het schip verwisselde meermalen van eigenaar en voer als:
- 1948 Jutland voor J. Kuipers & B. Bosma, Groningen
- 1953 Westerschelde voor F. Blaauw in Hoogezand-Sappemeer en Rotterdam
- 1961 Greundiek voor H. Segeler in Duitsland
- 1974 Dian voor B. Smit in Canada
- 1977 Stuwadoor voor Scheepvaart & Handelmaatschappij Troost B.V., Rotterdam
- 1982 Challenger voor K. van Urk, Midsland en sinds 1993 onder die naam ook voor G.A.F. Lakeman in Terschelling.

Het schip is sinds 2005 bij Rederij Wadden Transport buiten dienst gesteld.
In 2011/2012 is het schip gesloopt bij Hoeben Metalen B.V. te Kampen.

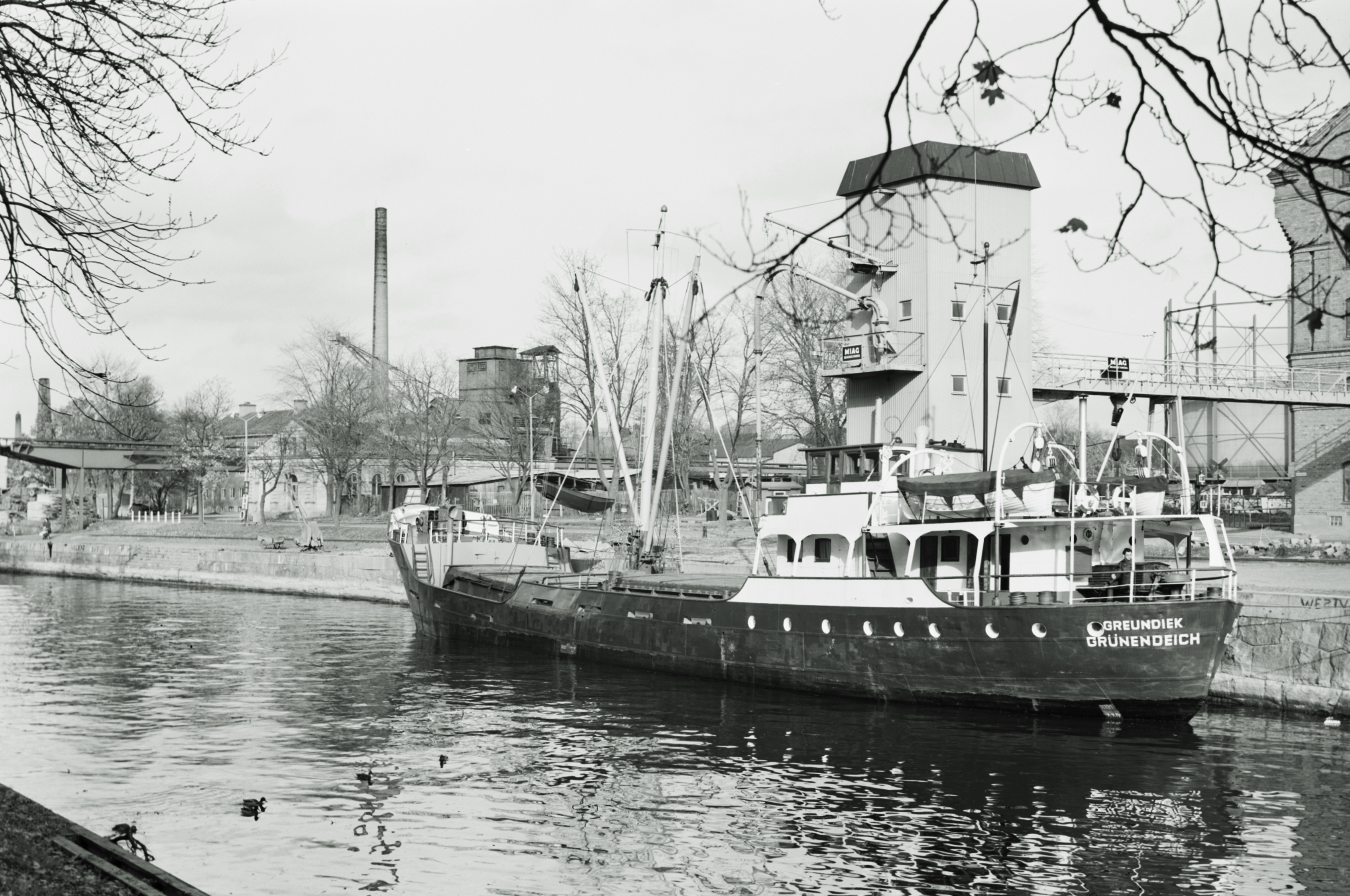
Onder Duitse vlag in Uppsala, Zweden